# Saugy
Saugy ist eine französische Gemeinde mit 78 Einwohnern (Stand: 1. Januar 2022) im Département Cher in der Region Centre-Val de Loire. Sie gehört zum Arrondissement Bourges und zum Kanton Chârost. Die Bewohner werden Salgissois und Salgissoises genannt.

## Geographie
Saugy liegt etwa 30 Kilometer westsüdwestlich von Bourges am Arnon. Umgeben wird Saugy von den Nachbargemeinden Chârost im Norden, Civray im Osten, Saint-Ambroix im Süden, Issoudun im Westen und Südwesten sowie Saint-Georges-sur-Arnon im Westen und Nordwesten.

## Bevölkerungsentwicklung
| Jahr                      | 1962 | 1968 | 1975 | 1982 | 1990 | 1999 | 2006 | 2013 | 2020 |
| Einwohner                 | 91   | 99   | 67   | 57   | 69   | 69   | 61   | 83   | 79   |
| Quelle: Cassini und INSEE |      |      |      |      |      |      |      |      |      |